# Thomas Cole
Thomas Cole (1 tháng 2 năm 1801 - 11 tháng 2 năm 1848) là một nghệ sĩ người Mỹ gốc Anh và là người sáng lập phong trào nghệ thuật Trường phái sông Hudson.
Cole được nhiều người coi là họa sĩ phong cảnh quan trọng đầu tiên của Mỹ. Ông nổi tiếng với những bức tranh phong cảnh và lịch sử lãng mạn. Chịu ảnh hưởng của các họa sĩ châu Âu nhưng mang đậm cảm hứng Mỹ, ông đã thành công trong suốt sự nghiệp của mình và chủ yếu là vẽ tranh sơn dầu trên vải. Những bức tranh của ông thường mang tính chất ngụ ngôn và thường mô tả những nhân vật hoặc công trình kiến trúc nhỏ đặt trên nền cảnh quan thiên nhiên đầy tâm trạng và giàu sức gợi. Họ thường là những người theo chủ nghĩa thoát ly, đóng khung Thế giới Mới như một thiên đường tự nhiên, tương phản với khung cảnh thành phố đầy sương mù của nước Anh thời Cách mạng Công nghiệp, nơi ông đã lớn lên. Các tác phẩm của ông, thường được coi là bảo thủ, chỉ trích các xu hướng đương đại của chủ nghĩa công nghiệp, chủ nghĩa đô thị và sự mở rộng về phía Tây.

## Một số tác phẩm nổi bật

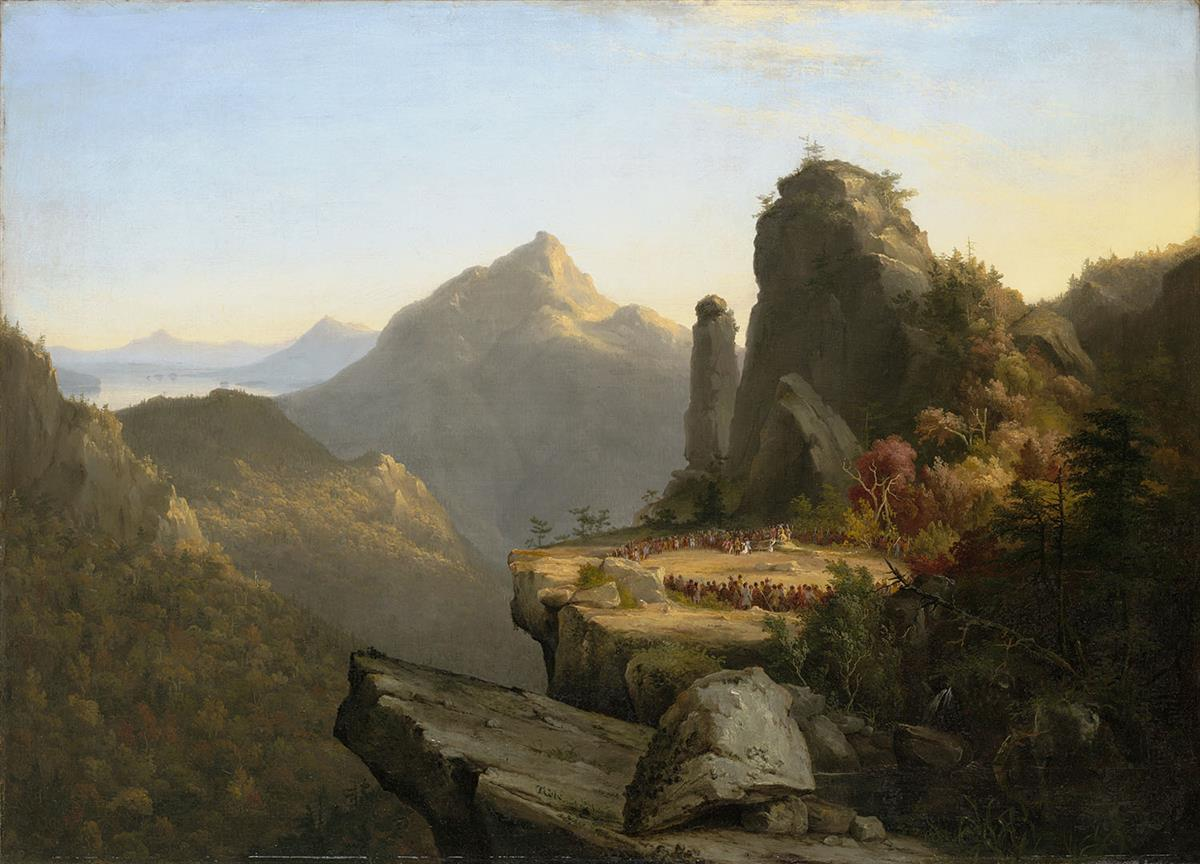
Imaginary scene from The Last of the Mohicans (1827), Wadsworth Atheneum
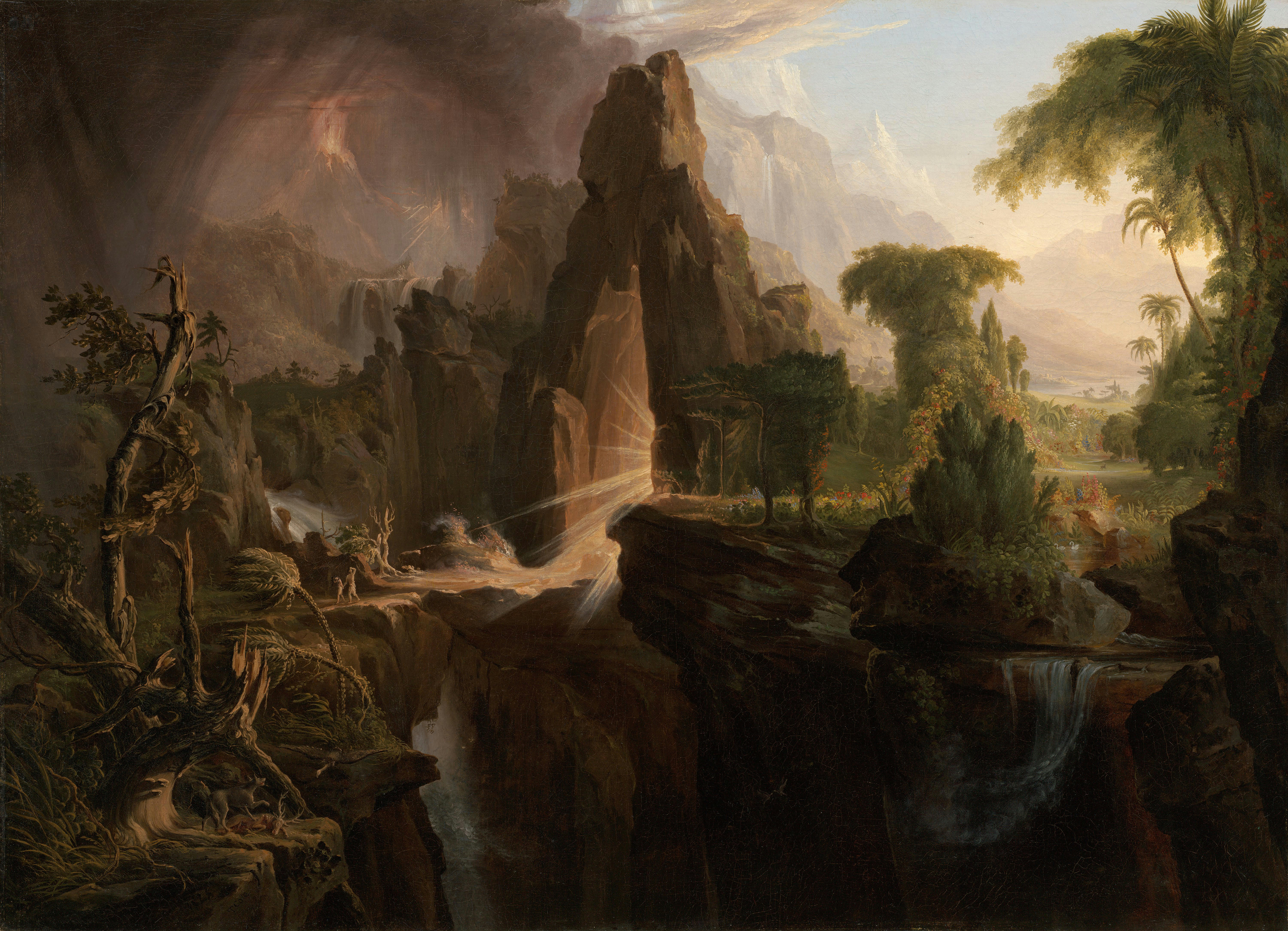
Expulsion from the Garden of Eden (1828), Museum of Fine Arts, Boston
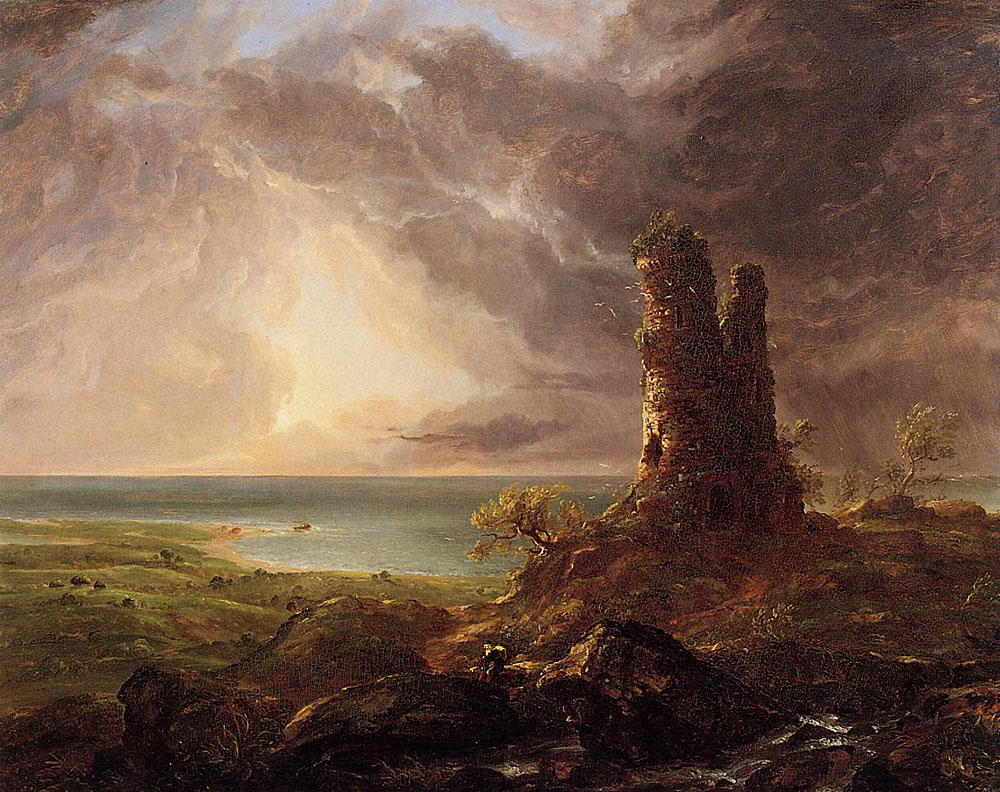
Romantic Landscape with Ruined Tower (1832–36), Viện Lịch sử & Nghệ thuật Albany
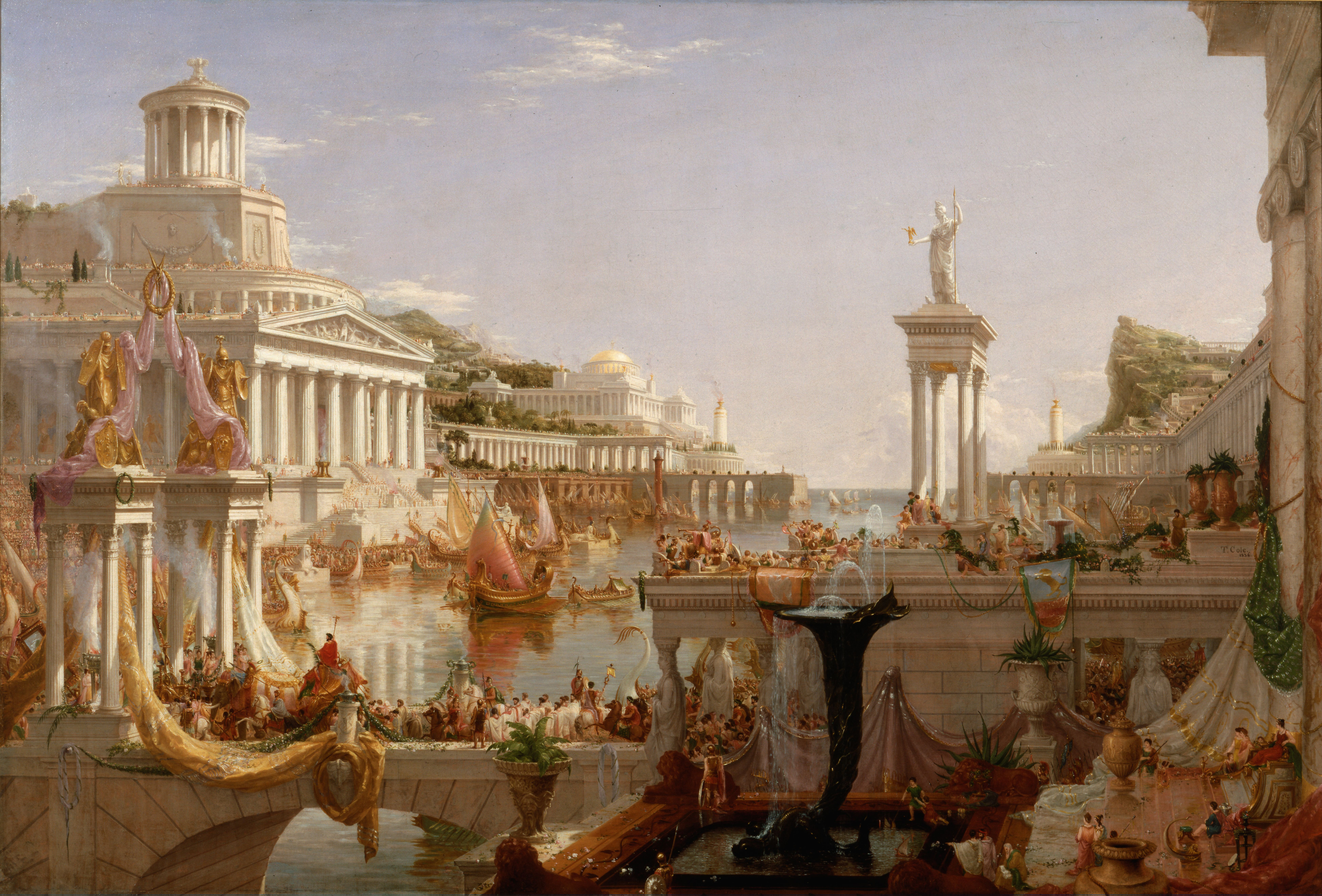
The Course of Empire: Consummation (1835–1836), Hiệp hội lịch sử New York
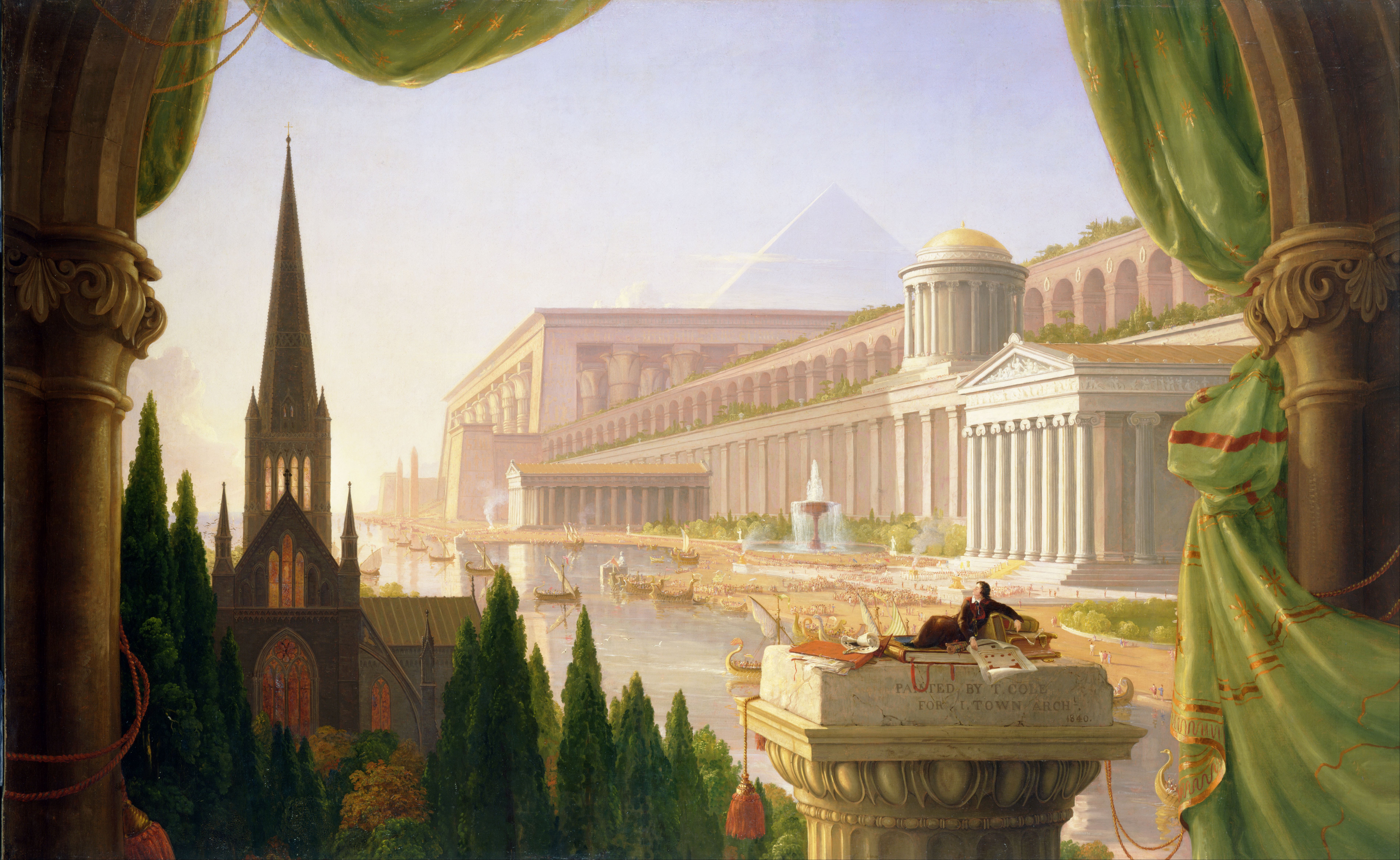
The Architect's Dream (1840), Bảo tàng nghệ thuật Toledo
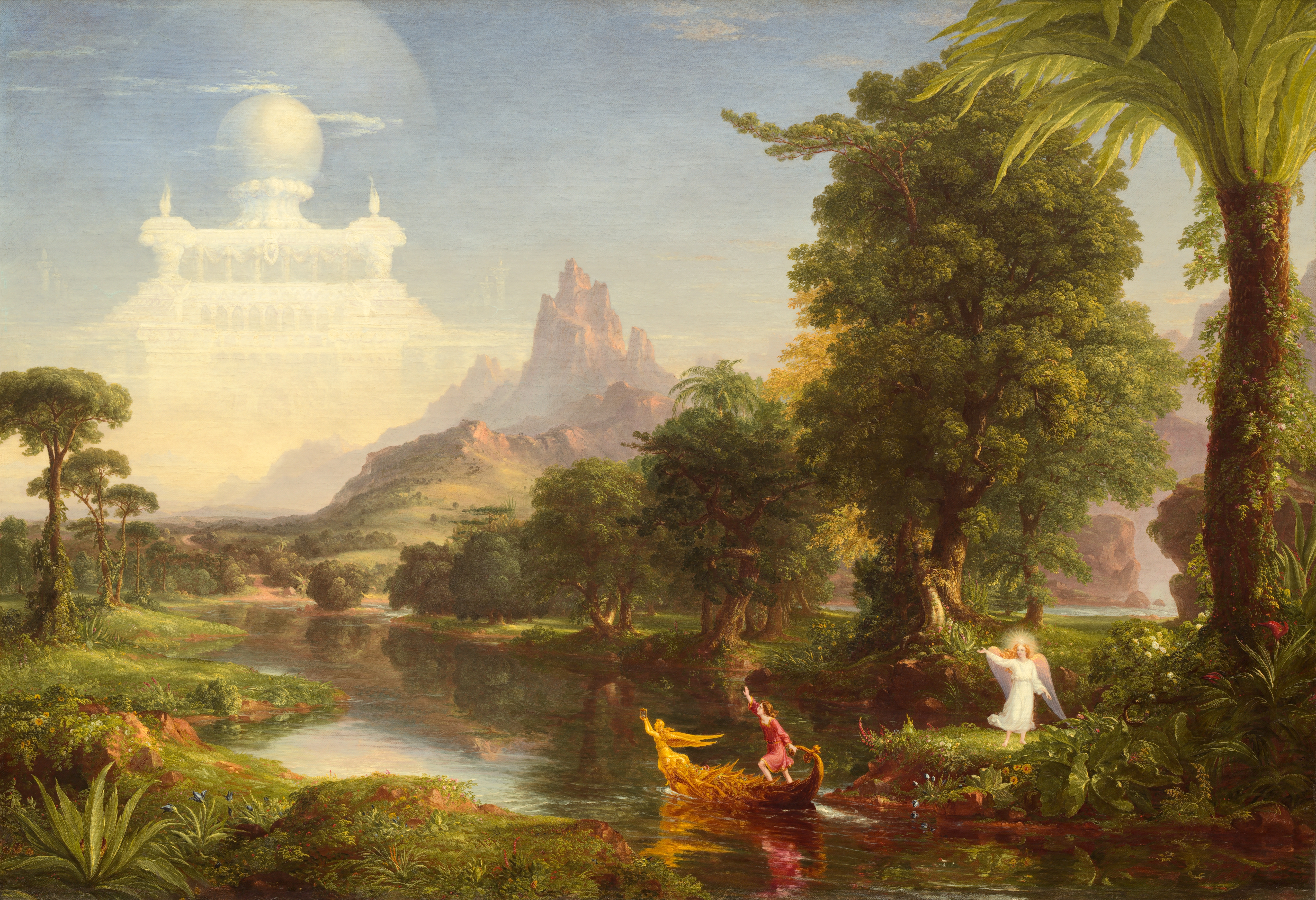
The Voyage of Life: Youth (1842), Phòng trưng bày nghệ thuật quốc gia
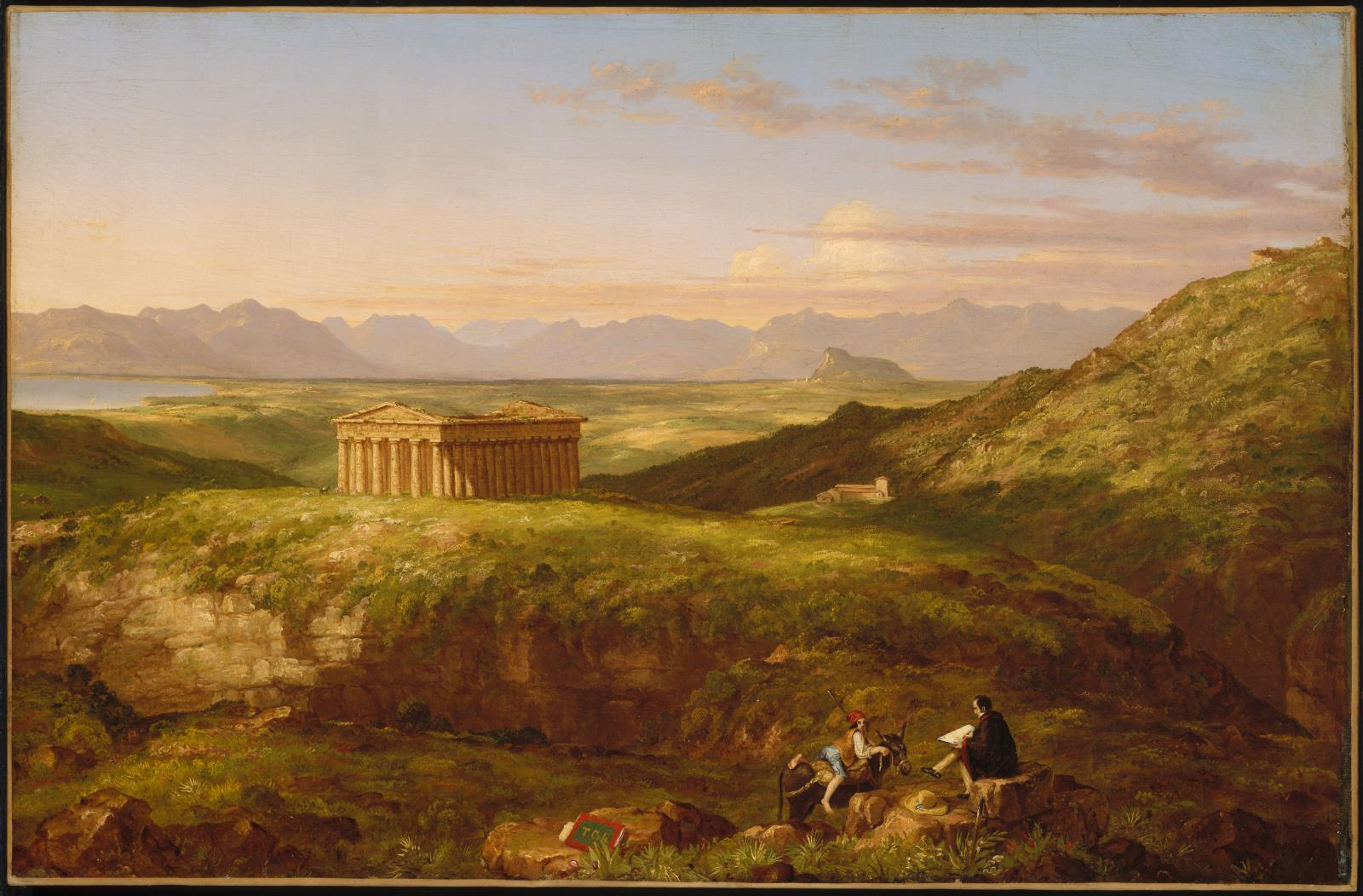
Temple of Segesta (1843), Museum of Fine Arts, Boston
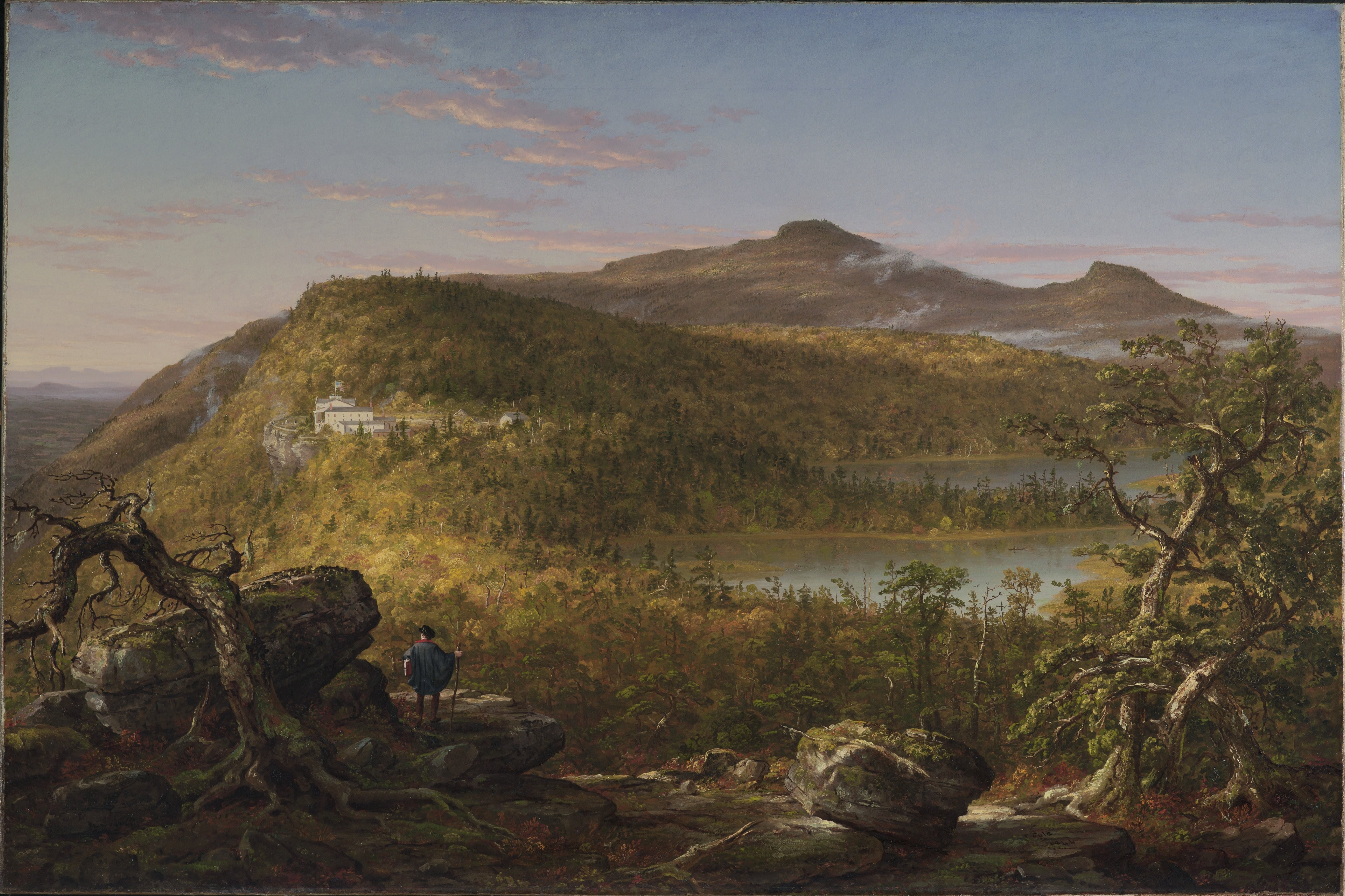
A View of the Two Lakes and Mountain House, Catskill Mountains, Morning (k. 1844), Bảo tàng Brooklyn
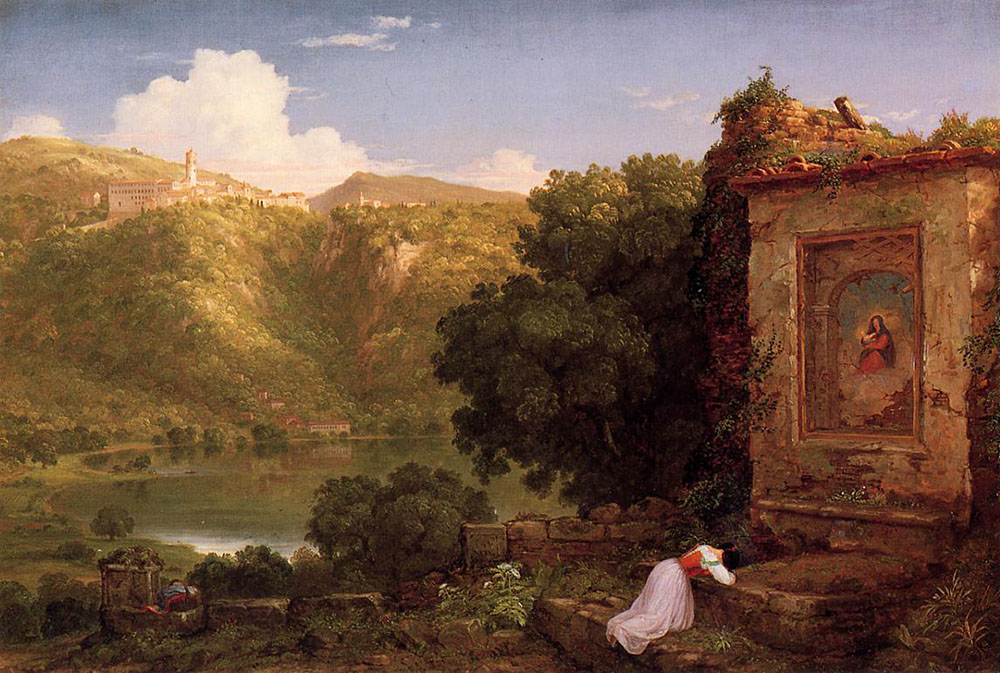
Il Penseroso (1845), Bảo tàng Nghệ thuật Hạt Los Angeles
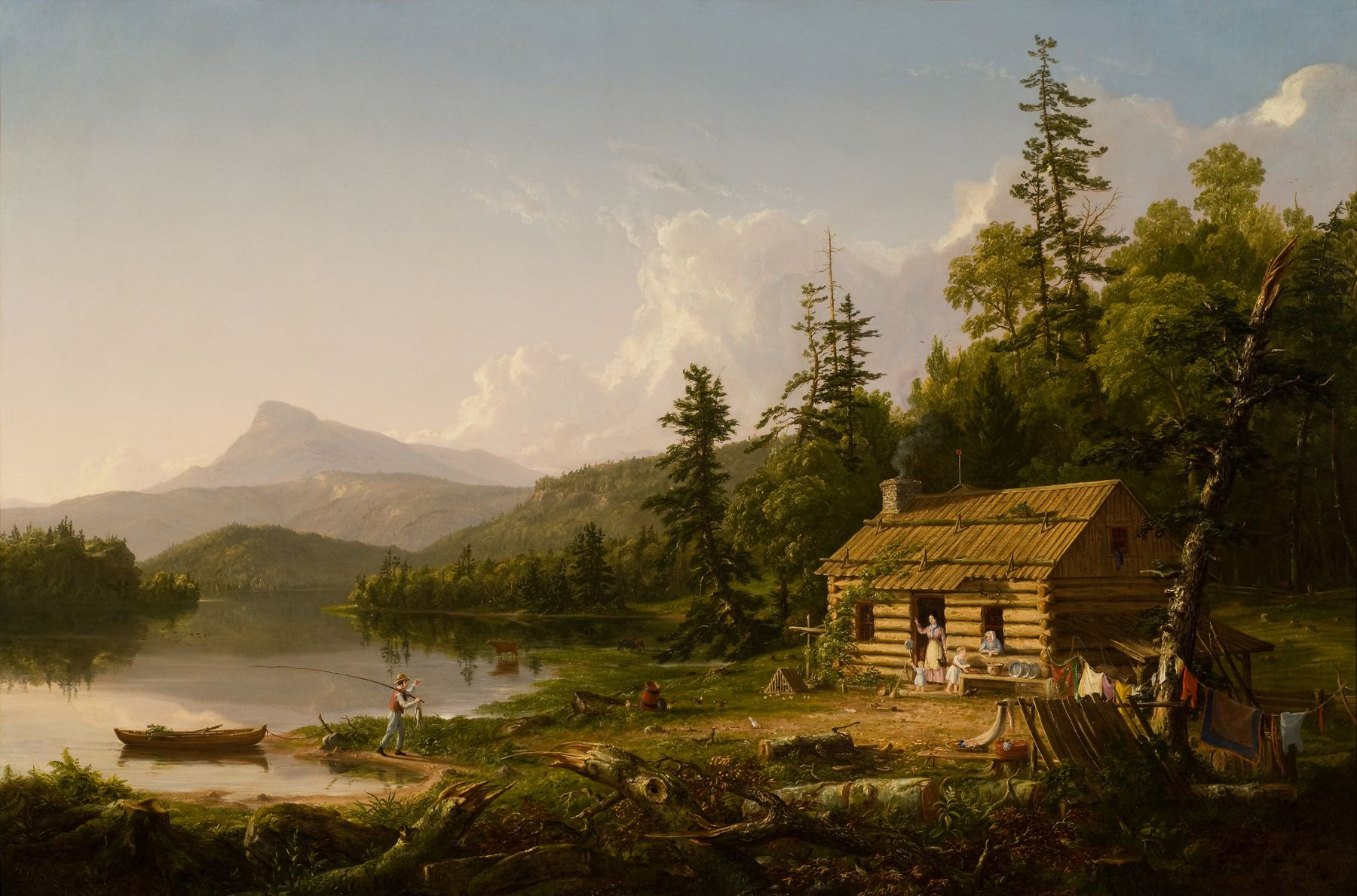
Home in the Woods (1847), Bảo tàng Nghệ thuật Mỹ Nhà Reynolda
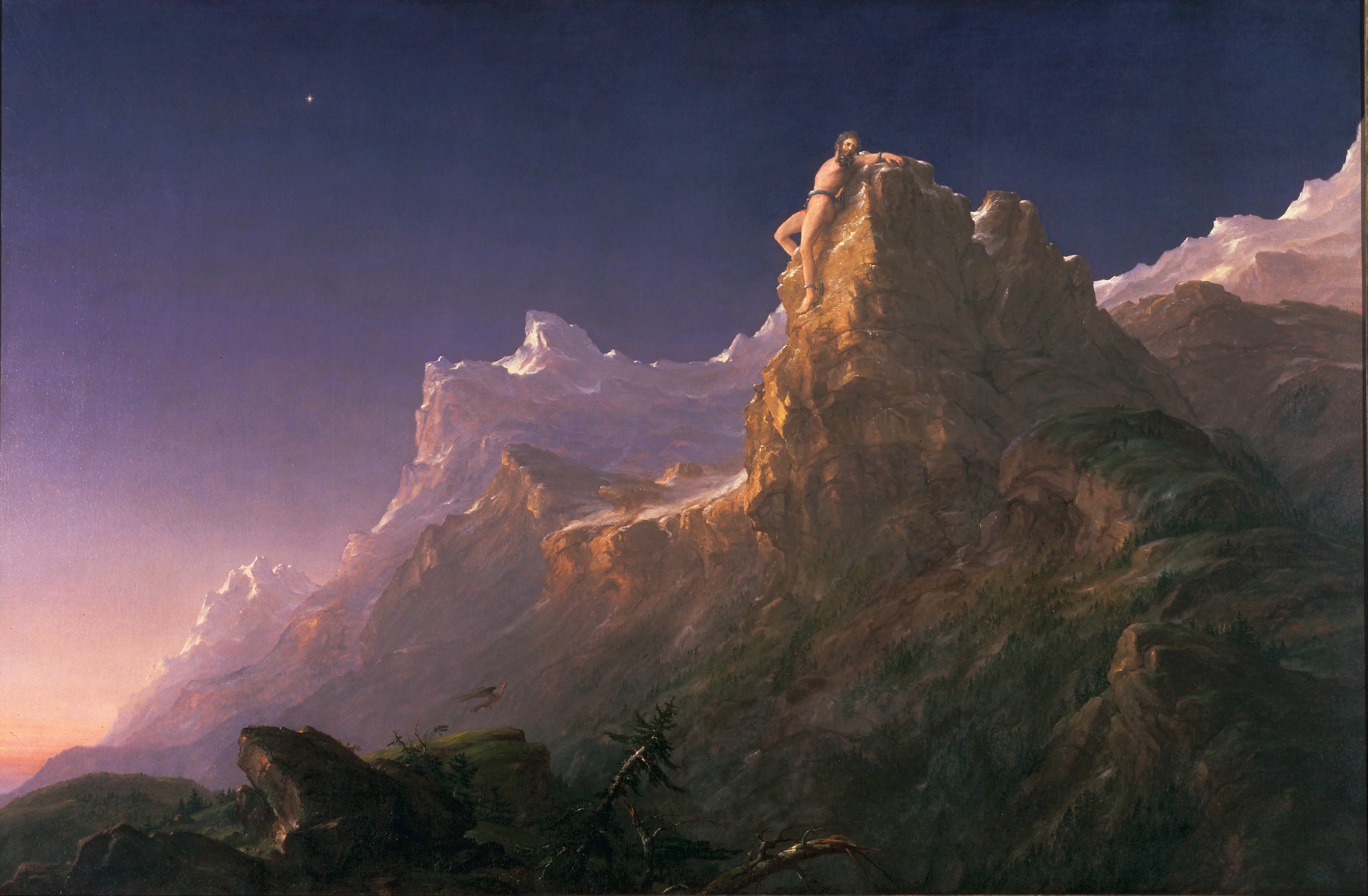
Prometheus Bound (1847), Bảo tàng Mỹ thuật San Francisco